# Piliocolobus waldronae
El colobo rojo de Miss Waldron (Piliocolobus waldronae) es una especie de mamífero primate de la familia de los cercopitécidos (llamados monos del Viejo Mundo) que habita los bosques de Costa de Marfil y Ghana. Es considerado en ocasiones como una subespecie de P. badius.